# سيكييس
سيكييس: (باليونانية:Συκιές)، (بالإنجليزية:Sykies)، مدينة يونانية ومركز لبلدية تقع في شمال البلاد وهي تقع ضمن سالونيك التي تتبع إدارياً لإقليم مقدونيا الوسطى الإداري.

## الموقع والسكان
تقع المدينة على ارتفاع 169 متر عن مستوى سطح البحر على السفوح الغربية لـجبل خورتياتيس، وهي إحدى ضواحي سالونيك من الشمال الشرقي، إذ أن حدودها الإدارية ملاصقة تماماَ لسالونيك، حيث تقع سيكييس تماماً خلف الأسوار البيزنطية المحيطة بالعاصمة المقدونية.
بلغ عدد سكان المدينة حوالي 42 ألف نسمة (إحصاء 2001).

## التسمية والتاريخ
اسم المدينة مشتق من كلمة سيكو (Syko) باللغة اليونانية وتعني الـتين، وبالتالي يكون اسم المدينة يعني (أشجار التين) أو (بساتين التين).
كانت المنطقة عبارة عن أراض حراجية وزراعية تقع خلف أسوار سالونيك إلى الوقت الذي تحررت فيه مقدونيا من النفوذ الـعثماني، وما ترتب عن ذلك من قدوم اللاجئين والمهجرين نتيجة الحروب في أوائل الـقرن العشرين.
شهدت المدينة نمواً سكانياً سريعاً وخاصة في الأعوام القليلة الماضية، حيث تعتبر من المناطق ذات التطوير الإسكاني والعمراني المستمر حول سالونيك.

## متفرقات
- تشكل المدينة أحد أعضاء الشبكة الأوربية للمدن الخضراء (EGCN)، والذي تهدف إلى خلق مدن صديقة للبيئة من ناحية صرف الطاقة، وتفاعل الناس مع قضايا مدنهم البيئية.
- أهم معالم المدينة هي أسوار سالونيك البيزنطية (تابعة لسالونيك) بالإضافة إلى غابة كيذرينوس لوفوس (Kedrinos Lofos).
- أهم نادي رياضي في المدينة هو سيكييس أف سي.
- شهدت المدينة زيادة كبيرة في عدد السكان منذ عام 2001 وحتى الوقت الحالي إذ يقدر أن عدد سكانها الفعلي قد وصل إلى حوالي 70 ألف نسمة.